# منتخب توغو لكأس ديفيز
منتخب توغو لكأس ديفيز هو ممثل توغو الرسمي في كرة المضرب في كأس ديفيز
.